# Tsurupika Hagemaru
Tsurupika Hagemaru (яп. つるピカハゲ丸 Цурипика Хагэмару, рус. «Лысый малыш Хагэмару») — японская манга, автором и иллюстратором которой является Синбо Нобура. Серии публиковались издательством Сёгакукан в журнале CoroCoro Comic с 1985 по 1995 год. История рассказывает о мальчике и его разных идеях о том, как сэкономить деньги.

## Сюжет
Хагэмару Хагэда — маленький ребёнок, который учится в четвёртом классе и живёт со своими родителями в Японии. Он единственный ребёнок в семье. Его родители крайне скупы и готовы пойти на всё, чтобы любыми способами сэкономить деньги, что и происходит в течение всей истории. У Хагэмару есть домашняя собака по имени Пэсу (в английской версии Элвис), которая никогда не получает какой-либо еды от родителей мальчика. D поздних сериях, лучший друг и одноклассник Хагэды по имени Масару Кондо влюбляется в Мидори, свою одноклассницу. Основная история манги и сериала крутится вокруг его учительницы (Сакура-сэнсэй) и его друзей с участием самого Хагэмару.

## Персонажи
Хагэмару  (яп.) — молодой мальчик, учится в четвертом классе, который живет со своими родителями. Он очень скупой.
Сэйю: Норико Цукасэ (первая часть сериала)
Сэйю: Кадзуко Сугияма (продолжение сериала)
 Пэс (яп.) — Собака Хагемару, иногда она может говорить.
Сэйю: Наоки Макасима
Масару Кондо (яп.) — Кондо — является лучшим другом Хагемару.
Сэйю: Дзюнити Канэмару
Сакура-сэнсэй (яп.) — Учитель Хагемару. Она всегда ругает и бьет его.
Сэйю: Ёсино Такамори
Тонарида (яп.) — Старик, живущий по соседству с Хагемару
Сэйю: Сигэру Тиба
Цуруко Хагэда (яп.) — Мама Хагэмару
Сэйю:
Хагэдзо Хагэда (яп.) — Отец Хагэмару
Сэйю:

## Медия

### Манга
Произведение публиковалось издательством Сёгакукан в журнале CoroCoro Comic с 1985 по 1995 год.

### Аниме
По мотивам манги, на студии Shin-Ei Animation был снят аниме-сериал, транслировавшийся по телеканалу TV Asahi. Самой популярной в телесериале стала 58-я серия. Сериал также транслировался по индийскому телеканалу Pogo TV и малайзийскому Astro Ceria.

### Игра
По мотивам аниме была создана видеоигра для приставки Нинтендо.

## Критика
В своё время манга была очень популярной в Японии. В 1987 году манга получила премию Сёгакукан как лучшее кодомо-произведение.